# 雪鞋貓
雪鞋貓是一種相對較新的罕見中型貓品種，為暹羅貓的雜交種。雪鞋貓的特點為白色腳掌，看起來像是穿著小雪鞋。

## 歷史
1960年代，美國的貓咪飼育者多蘿西·海因茲-多爾蒂在一窩暹羅貓中發現了三隻有白色腳的幼貓。海因茲-多爾蒂覺得這樣的特徵很吸引人，然而白腳並非暹羅貓的品種標準，於是她決定創造一個新的貓種，將暹羅貓的優雅和色澤與白色特徵結合在一起。海因茲-多爾蒂選擇了美國短毛貓作為雜交種。美國短毛貓體格結實、性格溫和，平衡了暹羅貓相對極端的特徵。海因茲-多爾蒂培育後幾年內，貓咪愛好者聯盟將雪鞋貓認定為實驗品種，只能用於展覽。
1960至70年代，雪鞋貓的飼養者很少，再加上雪鞋貓臉部、足部的白色為隱性基因，當時雪鞋貓的數量不多。1980年代末期，人們對於雪鞋貓再度有了興趣，共有大約30名註冊的飼養員。在維琪‧奧蘭德的努力下，國際貓協會和美國貓咪愛好者聯盟將雪鞋貓認可為實驗品種。1982年，貓咪愛好者聯盟認可雪鞋貓為冠軍品種。
根據美國貓咪愛好者聯盟的說法，維多利亞時代的照片和古老的日本絲網印刷中都有雪鞋貓存在的證據，因此雪鞋貓的真正歷史眾說紛紜。

## 性格
雪鞋貓通常對家人和陌生人都很友善，很容易與其他寵物相處，因此是理想的家庭寵物，而且喜歡與家人建立親密關係。雪鞋貓聰明又好奇，對解決問題很有興趣。雪鞋貓通常很安靜，但是如果長時間被冷落、一個人待在家裡，可能會有負面行為並且大叫。雪鞋貓與許多貓不同，喜歡水和游泳。

## 生理
雪鞋貓的頭部呈楔形，顴骨高、鼻子直，口鼻上有白色的倒V（可能會很明顯，也可能不容易看見），耳朵的大小則為中等到中大，耳根較寬，耳尖稍圓，延伸頭部楔形的輪廓。雪鞋貓剛出生為全白，通常一到三週才會出現色點，每隻雪鞋貓的花色都獨一無二。:242雪鞋貓的毛髮長度為短至中等，顏色包括藍色、黑色、奶油、巧克力、肉桂色等。雪鞋貓的眼睛通常是深藍色，通常比其他貓的眼睛大而圓，這也是傳承自暹羅貓的特點。雪鞋貓最明顯特徵的是白色腳部。腳的白色毛髮與其他部分呈現出鮮明的對比，好像穿著小雪鞋一樣，白色的腳有助於在雪中偽裝。雪鞋貓的體型在各品種的家貓中屬於中大型，雄性的體重約9至12磅、雌性則為7到10磅。雄性雪鞋貓會比雌性的體型更大。
雪鞋貓屬於健康的家貓品種，預期壽命最長可達二十年，不過特別容易罹患肥厚性心肌病。暹羅貓容易罹患甲狀腺功能亢進症，因此暹羅貓雜交而成的雪鞋貓也需要注意甲狀腺功能問題。

## 著名雪鞋貓
不爽貓是一隻可能有雪鞋貓基因的混種貓。